# Črnomelj
Črnomelj (pronunciado: [tʃəɾˈnoːməl]) es una localidad del sur de Eslovenia. La localidad se encuentra encuadrada en la región de Carniola Blanca y es la capital del municipio homónimo.
En 2020, la localidad tenía una población de 5496 habitantes, en torno a la tercera parte de la población municipal.
En la localidad se han encontrado evidencias sobre la existencia de asentamientos en la zona durante la edad de Bronce y la edad de Hierro.
La localidad se ubica unos 25 km al sur de la ciudad de Novo Mesto, cerca de la frontera con Croacia.

## Demografía
| Gráfica de población de Črnomelj 1869-2018 |
|                                            |

## Nombre
El nombre de Črnomelj proviene del nombre que tenía la localidad en 1228, cuando se llamaba Schirnomel. Otros nombres posteriores fueron Zernomel en 1263, Zermenli en 1277 y Tscherneml en 1490. El nombre derivó de *Čьrnomľь, basado en el hipocorístico *Čьrnomъ, cuyo significado original era 'asentamiento Črnom'.